# 桑原ライアン春男
桑原 ライアン 春男（くわばら ライアン はるお、1972年3月23日 - ）は、カナダ連邦オンタリオ州ハミルトン出身の日本の元アイスホッケー選手。カナダ名は、Ryan Kuwabaraであった。父親が日本人で母親がカナダ人。

## 経歴
ウエストマウント高校卒業。
1990年のNHLドラフト2巡目でモントリオール・カナディアンズに指名された。
1994年にコクドに入団。
1997年12月、長野オリンピック直前に日本国籍を取得し、日本代表に選出された。
1998年、長野五輪に出場。
コクド在籍中は優勝決定試合でハットトリックを記録したこともある。
2001-2002シーズンを以ってコクドを退団。
2002-2003シーズンよりイギリスのベルファスト・ジャイアンツに移籍。
2003-2004シーズンより日本製紙クレインズに移籍した。
2003-2004年シーズンの創設初シーズンで15得点という活躍で最多得点選手となり、シーズンMVPを受賞した。
2006-2007年のプレーオフファイナルでも4試合で7ポイントをあげて優勝に貢献した。
2007-2008年シーズンを以ってクレインズを退団。
2008-2009年シーズンよりHigh1に移籍。同年シーズンをもってHigh1を退団。

## 人物
大きな体を活かした、フィジカルプレーで活躍した。コクド時代にはのプレーオフでは、レギュラーシーズンでの不調がまるで嘘のように大活躍することから、"ミスター・ファイナル"の異名を持っていた。
敏捷性に欠けており、来日当初は、カナダより大きいリンクで、彼より小さい日本人のパスを繋いで行くスタイルのアイスホッケーに戸惑いを感じていたが、徐々に本領を発揮し2003-2004シーズンに最多得点選手となりMVPを獲得した。
トレードマークは、ヘルメットからはみ出たドレッドヘアー。そのトレードマークと関連しているのか、好きな動物はライオンである。